# Heydeer Yovanny Palacio
Heydeer Yovanny Palacio Salazar (El Retorno, 6 de mayo de 1980) es un político colombiano, que se desempeñó como gobernador del departamento de Guaviare entre 2020 y 2023. 

## Reseña biográfica
Nació en mayo de 1980, en El Retorno, hijo de Óscar Marino Palacio y de Aura María Salazar. Realizó sus estudios primarios en el colegio Miguel Cuervo Aráoz de El Retorno y los secundarios en la institución educativa Santiago Gutiérrez, en Cáqueza. Estudió Administración de Empresas, Tecnología en Gestión Empresarial y una especialización en Gobierno y Administración Pública de Entidades Territoriales. Así mismo, cursó Contabilidad Pública en la Universidad Cooperativa de Colombia, si bien no llegó a graduarse.
Comenzó su carrera política en 1999, como asesor del Congreso de la República de Colombia; en 2004 fue candidato al Concejo Municipal de El Retorno, resultando electo con la mayor votación de esos comicios. En las elecciones regionales de Colombia de 2007 fue candidato a la Asamblea Departamental de Guaviare, obteniendo la mayor votación histórica a esa organismo legislativo.
Bajo el lema "Un Gobierno a su Servicio", fue candidato en las elecciones regionales de Colombia de 2011 a la Alcaldía de El Retorno, resultando elegido en representación del Partido Social de Unidad Nacional. Extendió su mandato hasta 2015 y en 2016 se convirtió en asesor de la Cámara de Representantes.
En las elecciones regionales de Colombia de 2019, fue candidato a la Gobernación de Guaviare respaldado por una coalición conformada por los partidos Liberal, Conservador, Centro Democrático y Cambio Radical, agrupando así a todas las fuerzas políticas importantes del departamento. Obtuvo una aplastante victoria con 25.189 votos, equivalentes al 68,65% del total. Su principal promesa de campaña fue frenar la deforestación en el departamento.
En mayo de 2020 fue llamado por la Fiscalía General de la Nación a declarar por supuestas irregularidades en la entrega de ayudas contra la pandemia del COVID-19. Como gobernador también se opuso a la aspersión con glifosato en el departamento.